# Chiesa di Santo Stefano Protomartire (Palazzolo dello Stella)
La chiesa di Santo Stefano Protomartire, nota anche con il titolo di pieve, è la parrocchiale di Palazzolo dello Stella, in provincia e arcidiocesi di Udine; fa parte della forania della Bassa Friulana.

## Storia

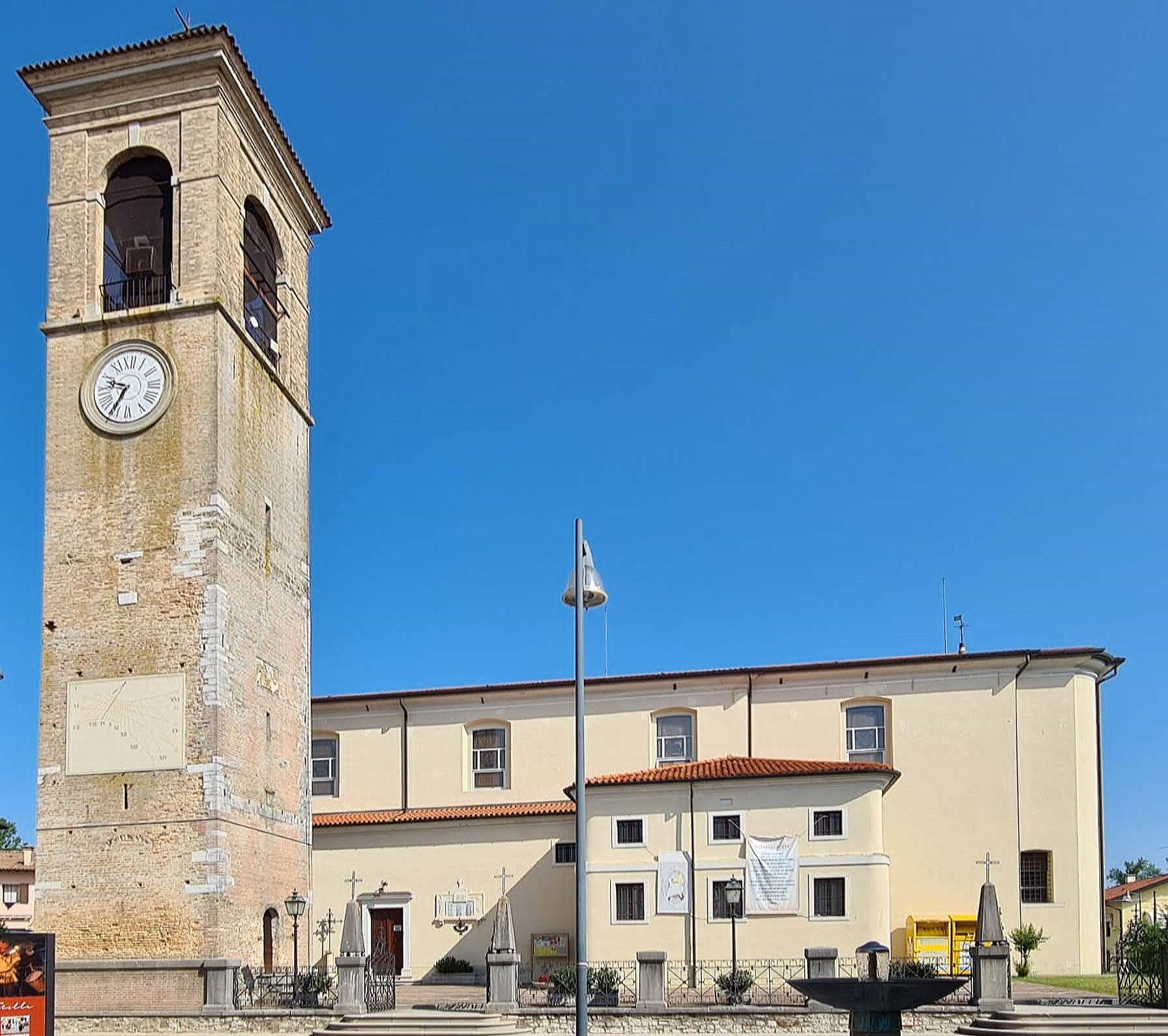
Il campanile e il lato meridionale della chiesa

Probabilmente la pieve di Palazzolo sorse nel V secolo sui resti di precedenti strutture d'epoca romana, successivamente tornati alla luce. La sua esistenza è tuttavia attestata a partire dal XII-XIII secolo; essa ricadeva territorialmente nell'arcidiaconato inferiore del patriarcato di Aquileia. 
La pieve venne distrutta nel 1655 da un incendio e negli anni seguenti si provvide pertanto a riedificarla; la chiesa venne nuovamente ricostruita a partire dal 1796 e consacrata il 27 settembre 1890.
Nel 1906 la parrocchiale riacquistò il titolo di pieve matrice, che aveva perso tempo addietro; nel 1980, in ossequio alle norme postconciliari, furono installati nel presbiterio l'ambone e l'altare rivolto verso l'assemblea e tra il 2000 e il 2001 la chiesa venne restaurata su progetto dell'architetto Giovanni Moretti e del geometra Domenico Giangiacomo.

## Descrizione

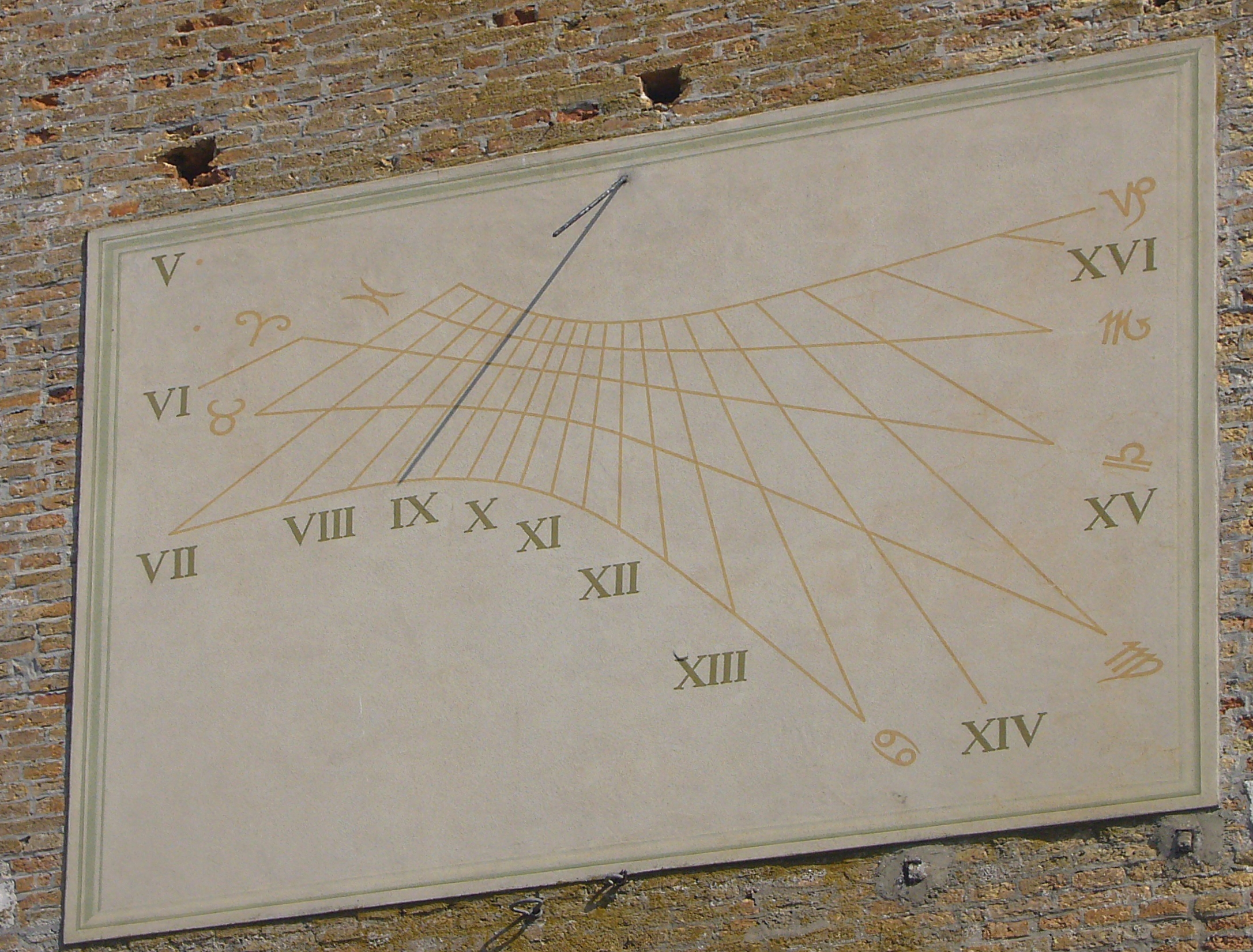
La meridiana sul campanile

### Esterno
La facciata a capanna della chiesa, rivolta a sudovest, è scandita da quattro lesene ioniche sorreggenti il timpano di forma triangolare, nel quale v'è oculo quadrilobato murato, e presenta centralmente il portale d'ingresso architravato e sopra un finestrone a sesto ribassato, anch'esso oppilato.
Ad alcuni metri dalla parrocchiale sorge il campanile a base quadrata, sulla cui parete meridionale v'è una meridiana; la cella presenta su ogni lato una monofora ed è coperta dal tetto a quattro falde.

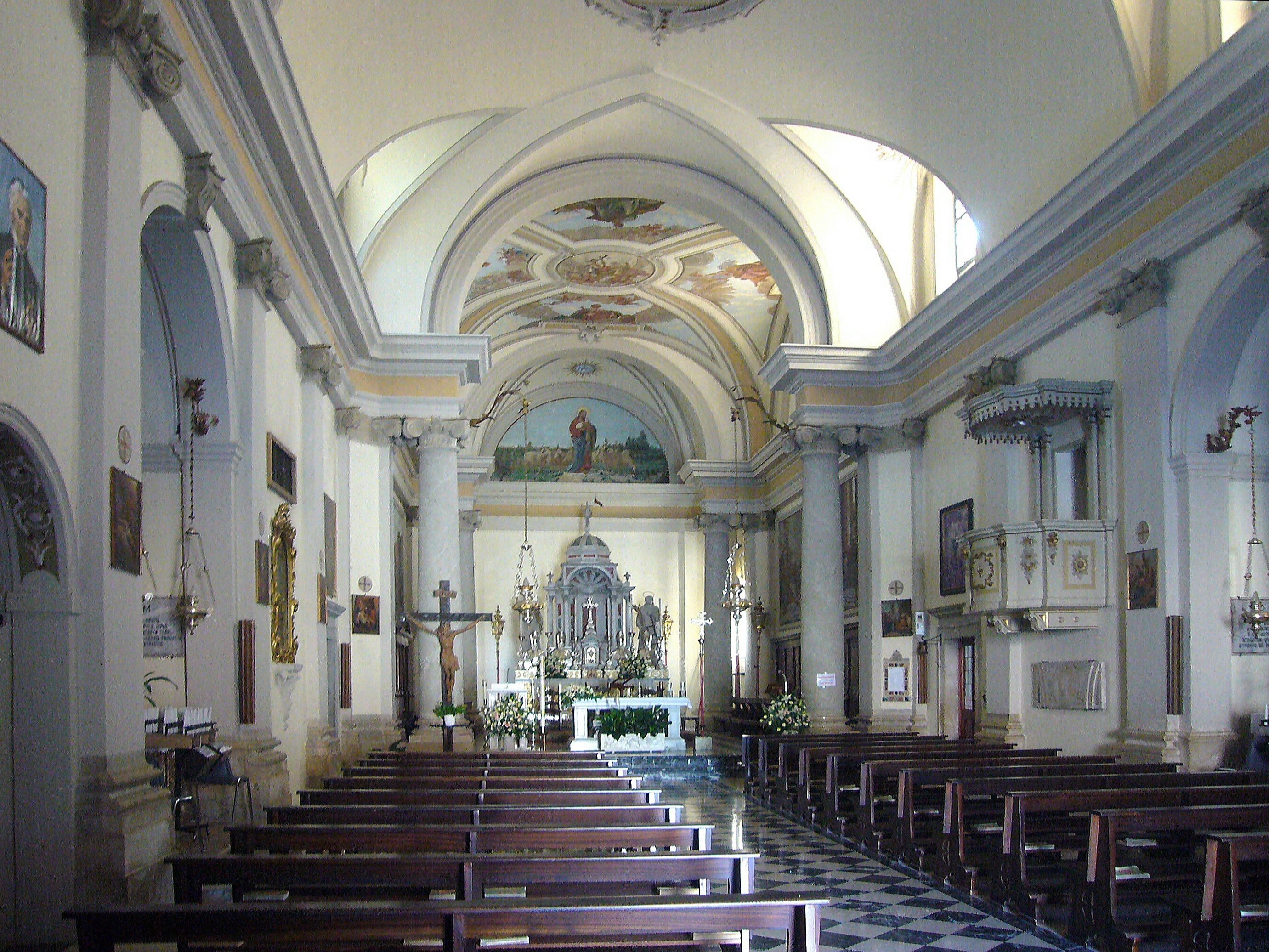
L'interno

### Interno
L'interno dell'edificio si compone di un'unica navata, sulla quale si affacciano le cappellette laterali con gli altari minori e le cui pareti sono scandite da paraste sorreggenti la trabeazione modanata e aggettante sulla quale si imposta la volta a botte abbellita da pitture; al termine dell'aula si sviluppa il presbiterio, rialzato di due gradini, introdotto dall'arco santo poggiante su due colonne ioniche e chiuso dall'abside quadrata con angoli smussati.